# Ipecac Recordings
Ipecac Recordings är ett oberoende skivbolag i Orinda, Kalifornien. Det grundades 1999 av Greg Werckman och Mike Patton i Alameda, Kalifornien.
Ursprungligen skapades skivbolaget för att släppa Fantômas första album. Nuförtiden distribuerar de många andra artister, till exempel Ennio Morricone, Steroid Maximus.